# Художественно-артистическая ассоциация
Художественно-артистическая ассоциация — российская молодёжная ассоциация, объединявшая молодых художников всех отраслей искусств. Существовала в 1912—1914 годах в Санкт-Петербурге.

## Описание
Ассоциация была основана весной 1912 года по инициативе учащихся художественных училищ в Санкт-Петербурге. Общество ставило своей целью объединение и взаимопомощь «молодых художников всех отраслей искусств», учившихся в различных художественных училищах. В Комитет ассоциации вошли художники Валентин Волков, Борис Лебединский, генерал-майор Николай Фердинандович Стааль, а также И. Я. Комаров и С. А. Шульгина, а председателем избран художник Борис Николаевич Курдиновский. Одним из первых мероприятий ассоциации стало распространение в марте 1912 года анкеты, составленной Курдиновским, с вопросами о положении молодых художников, что предполагало дальнейшую разработку программы помощи учащимся. При содействии художника и мецената Николая Ивановича Кульбина была создана касса взаимопомощи. В апреле 1912 года группа членов ассоциации организовала четырёхдневную поездку на этюды в Великое княжество Финляндское, где посетила Илью Репина.
31 марта 1912 года в концертном зале Тенишевского училища на Моховой улице Николай Кульбин зачитал доклад «Современная живопись и роль молодежи в эволюции искусства», положивший начало публичной деятельности ассоциации. 29 апреля 1912 года в том же помещении Кузьма Петров-Водкин выступил с докладом «Живопись будущего», в котором художник отрицательно отозвался об импрессионизме и отмечал заслуги Поля Сезанна и Поля Гогена. В дальнейшем Николай Кульбин прочитал ещё несколько лекций посвящённых новым задачам в искусстве, также в лекционной работе общества принимали участие Василий Кандинский, Давид Бурлюк, Сергей Городецкий, Илья Зданевич.
5 ноября — 1 декабря 1912 года в залах Императорского Русского технического общества в Соляном городке была проведена единственная художественная выставка, где принимали участие 141 экспонент и более 600 произведений искусства. Среди участников были: Давид Бурлюк, Всеволод Воинов, Владимир Маяковский, Лазарь Лисицкий, Осип Цадкин, Василий Чекрыгин. Деятельность Художественно-артистической ассоциации прекратилась на рубеже 1913—1914 годов.